# Dòng tu Tiếp Hiện
Tiếp hiện (Tiếp có nghĩa tiếp xúc, tiếp nhận, tiếp nối; Hiện có nghĩa là hiện tại, hiện pháp, thực hiện) là một dòng tu theo phái Phật giáo dấn thân, do thiền sư Thích Nhất Hạnh sáng lập tại Việt Nam vào tháng 2 năm 1966. Tên của dòng tu bằng tiếng Anh là The Order of Interbeing, tiếng Pháp là L’ordre de l’interêtre. Dòng tu này dành cho người xuất gia cũng như người thế tục, nam cũng như nữ. Lễ thọ giới đầu tiên được tổ chức ngày 16 tháng 1 năm Bính Ngọ (ngày 5 tháng 2 năm 1966), trong đó, 6 người được thọ giới là Phan Thị Mai, Cao Ngọc Phượng, Phan Thúy Uyên, Đỗ Văn Khôn, Nguyễn Văn Phúc và Bùi Văn Thanh. Cho đến năm 2006, số người đã được thọ giới trên thế giới đã lên trên con số 1000, gồm hơn 30 quốc tịch khác nhau.